# Courgeon

Courgeon este o comună în departamentul Orne, Franța. În 1 ianuarie 2022 avea o populație de 351 de locuitori.